# Cuisinart
Cuisinart est une marque d'électroménager pour la cuisine créée en 1971 par Carl Sontheimer. Elle est l'éponyme du robot culinaire dont elle a notamment introduit l'usage aux États-Unis.

## Histoire
Cuisinart est fondé par Carl Sontheimer en 1971, et acquiert rapidement le monopole aux États-Unis et au Canada.
Le robot culinaire Cuisinart est reconnu par Julia Child et James Beard comme un moyen efficace de préparer les aliments rapidement. La société vend alors des produits au Royaume-Uni, mais seulement par des détaillants spécialisés dans le domaine de la cuisine.
En 1989, elle fait faillite. La même année, elle est incorporée en tant que filiale de Conair Corporation.
Le mot « cuisinart » est aujourd'hui utilisé aux États-Unis comme un terme général pour tout appareil de cuisine aux États-Unis. Steve Jobs a déclaré qu'il avait conçu l'Apple II en grande partie sur le modèle du robot culinaire Cuisinart.